# クロアチア・レコーズ
クロアチア・レコーズ（Croatia Records）は、クロアチア、ザグレブのドゥブラヴァ（Dubrava）に拠点を置く大手のレコード会社である。

## 概要
Croatia Records d.d.は株式会社であり、取締役会長のジェリミル・バボグレダツ（Želimir Babogredac）はレコーディング・エンジニア出身である。取り扱う音楽のほとんどはメインストリームのものであり、多様なジャンルに属するクロアチアの著名なミュージシャンと契約を結んでいる。クロアチア・レコーズと契約を結んでいるアーティストには、バルニ（Baruni）、マテ・ブリッチ（Mate Bulić）、ダレカ・オバラ（Daleka obala）、オリヴェル・ドラゴイェヴィッチ（Oliver Dragojević）、ドリス・ドラゴヴィッチ（Doris Dragović）、ディノ・ドヴォルニク（Dino Dvornik）、ジボンニ（Gibonni）、ペタル・グラショ（Petar Grašo）、フラドノ・ピヴォ（Hladno pivo）、ヨシパ・リサツ（Josipa Lisac）、ミショ・コヴァチュ（Mišo Kovač）、マガジン、ダニイェラ・マルティノヴィッチ（Danijela Martinović）、ボリス・ノヴコヴィッチ（Boris Novković）、パルニ・ヴァリャク（Parni valjak）、プルリャヴォ・カザリシュテ（Prljavo kazalište）、プシホモド・ポプ（Psihomodo Pop）、セヴェリナ・ヴチュコヴィッチ、ユラ・ストゥブリッチ（Jura Stublić）、ダド・トピッチ（Dado Topić）、ヴァンナ、アルカ・ヴイツァ（Alka Vuica）などがいる。クロアチア・レコーズはクロアチアの音楽市場の70%のシェアを握り、30を超えるレコード販売店を保有している。ユーゴスラビア時代のユーゴトンの継承会社であるため、ユーゴトンの持つ多大な音楽や映像のコレクションを保有しており、ユーゴスラビア時代のポップスやロックの作品をリマスタリングして再リリースすることもある。国際的なレトロ・トレンドを受け、レコード盤の再導入を決定した。

## 歴史

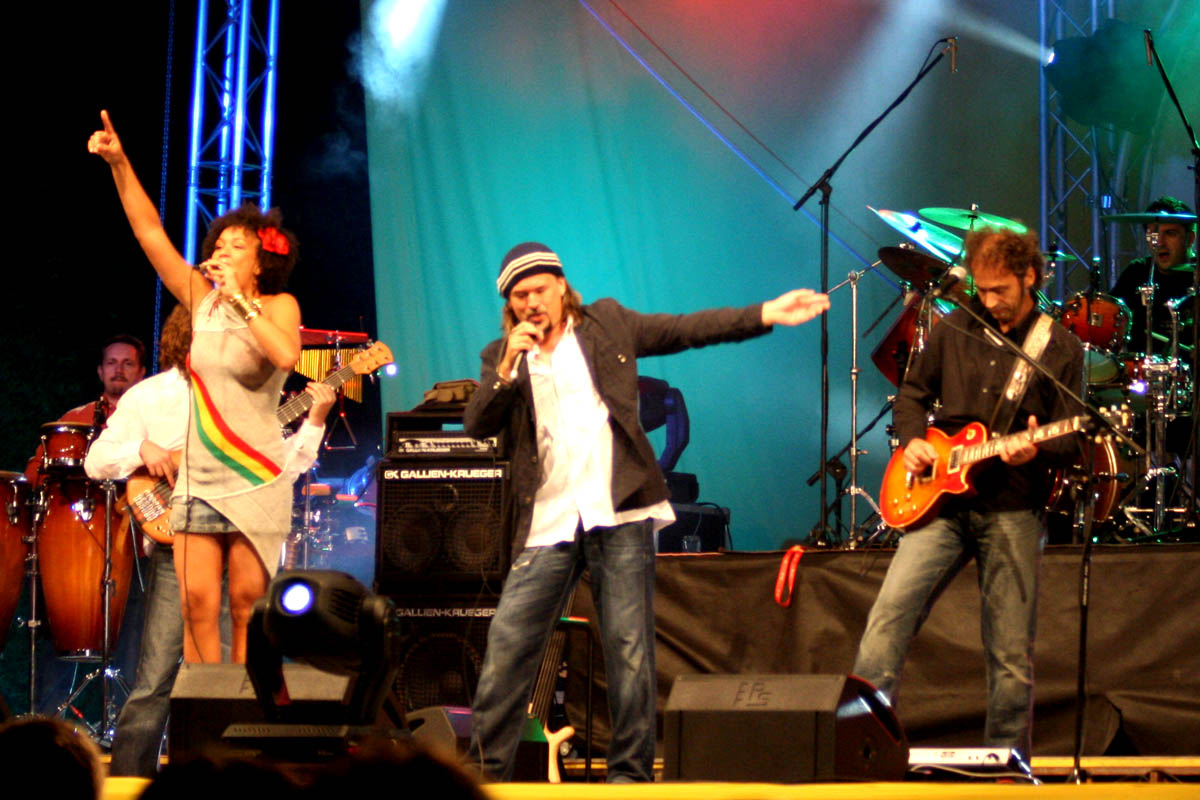
ジボンニ

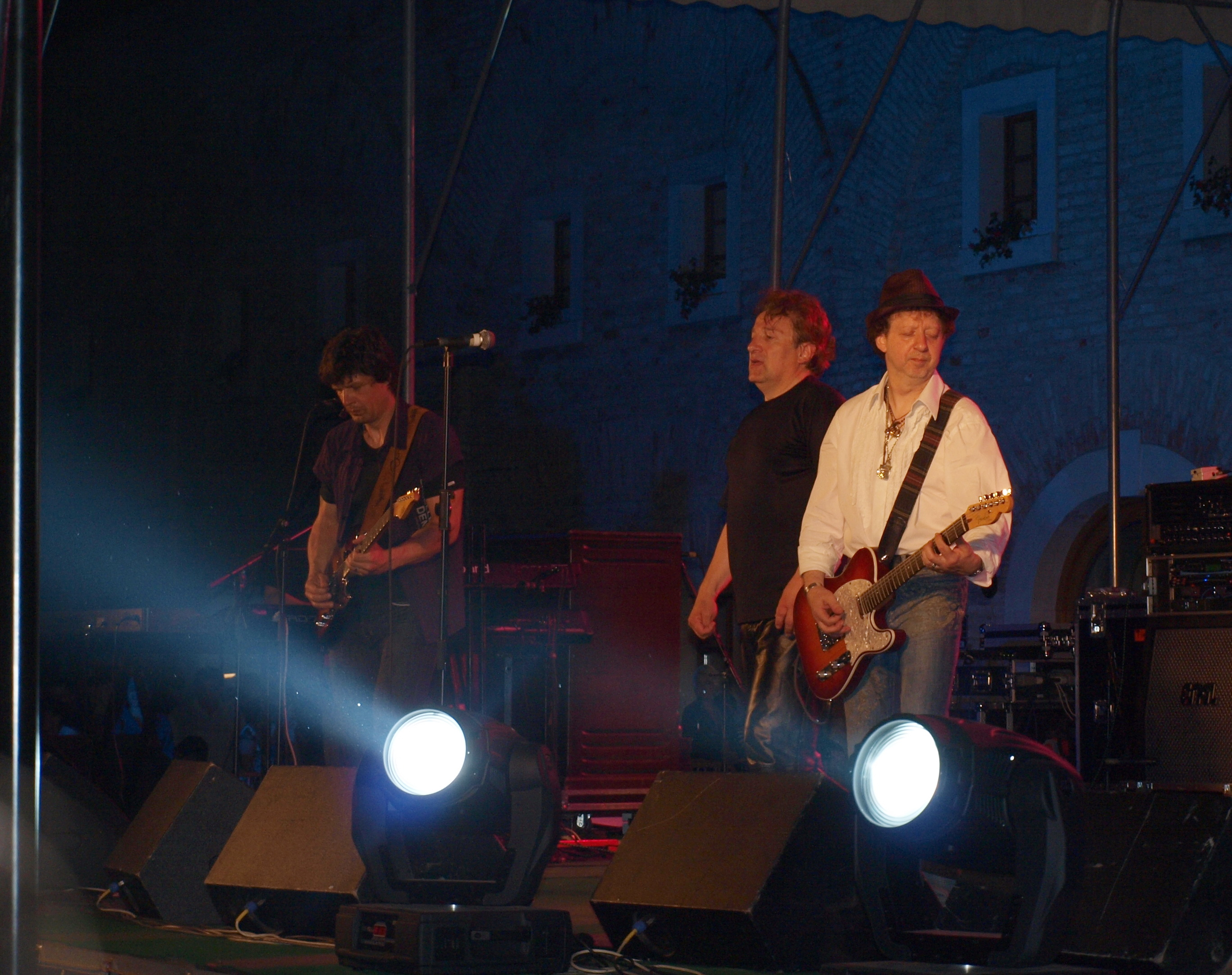
プルリャヴォ・カザリシュテ

クロアチア・レコーズの前身にあたるユーゴトンは1947年に、ユーゴスラビアの構成国・クロアチア社会主義共和国の首都であるザグレブで、音楽レコードの製作およびユーゴスラビア国内の販売網を運営する公有企業として創設された。その後数十年に渡ってユーゴトンはユーゴスラビアで最大のレコード会社として成功を収め、アズラ（Azra）、ビイェロ・ドゥグメ（Bijelo Dugme）、エレクトリチュニ・オルガザム（Električni Orgazam）、ハウストル（Haustor）、イドリ（Idoli）、レブ・イ・ソル（Leb i Solなどのユーゴスラビアの著名なアーティストらと契約した他、エルヴィス・プレスリー、ビートルズ、ローリング・ストーンズ、マドンナ、U2、デヴィッド・ボウイ、クイーン、ディープ・パープル、ピンク・フロイド、アイアン・メイデン、クラフトワークなどの国外の音楽作品を国内での販売権を得て発売していた。会社はユーゴスラビア全土に自前のレコード販売網を持っていた。ユーロビジョン・ソング・コンテストのユーゴスラビア代表のアーティストたちの多くがユーゴトン所属であり、1989年大会で優勝したリヴァもユーゴトンと契約を結んでいた。

### クロアチア独立

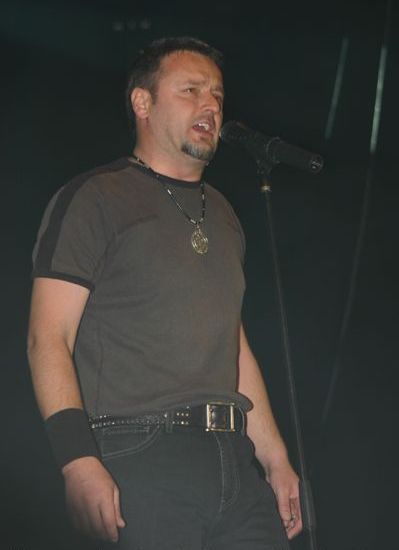
トンプソンのリード・ヴォーカル、マルコ・ペルコヴィッチ

1989年に社会主義国から議院内閣制へと転換し、クロアチアでは民族自決の声が高まった。クロアチアが独立を宣言し、ユーゴスラビア解体が始まる直前の頃、「ユーゴスラビア」と「トーン」を合成して造られたユーゴトンの名前は、新しく「クロアチア・レコーズ」へと改名された。同時期に、他のユーゴスラビアのレコード会社 - セルビアに拠点を置くPGP-RTBや、スロベニアに拠点を置くZKP RTLJも、それぞれPGP-RTS、ZKP RTVSへと改称された。クロアチア・レコーズは独立したクロアチア共和国に継承され、後に民営化された。2000年以降、AUTOR d.o.o.の経営となった。2001年から辞任する2006年までの間、ミュージシャンのミロスラヴ・シュコロ（Miroslav Škoro）が社長となった。

## 批判

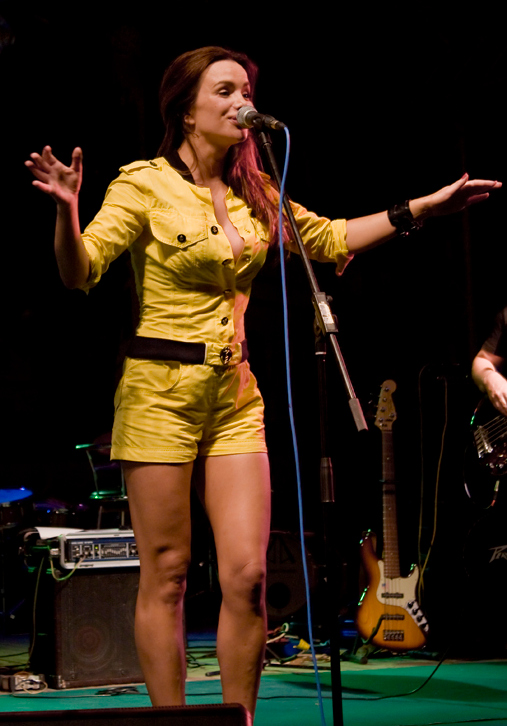
セヴェリナ・ヴチュコヴィッチ

クロアチア・レコーズはさまざまなことで公共の非難の対象となる。
クロアチア・レコーズに対しては、歌手のブラニミル・シュトゥリッチ（Branimir Štulić）からのロイヤルティー権をめぐる非難の対象となった。シュトゥリッチは、自身がリード・ヴォーカルおよびソングライターを務めた1980年代のバンド、アズラのロイヤルティーを要求した。シュトゥリッチは、社には合わせて1200万ユーロの支払い義務があるとしたが、法的手段には訴えていない。会長のジェリミル・バボグレダツはこの主張に反論し、クロアチア・レコーズはユーゴトンの直接の継承会社であり、ユーゴトンと契約していたアズラの楽曲を発売する権利があるとした。さらに、シュトゥリッチの主張する額は大げさに過ぎるとした。しかしまた、高名なシュトゥリッチをクロアチア・レコーズのアーティストの一人として持てることを誇りに思うとし、クロアチア作曲者協会に加わるのならCDの販売に対して支払いをする用意があることも付け加えた。